# 新哈茨
新哈茨是巴西南大河州的一个市镇。总面积62.558平方公里，总人口16541人，人口密度264.4人/平方公里。